# フェリーふくおか
フェリーふくおか（英：FERRY FUKUOKA）は、名門大洋フェリーが運航するフェリー。本項目では、2022年就航の3代目を扱う。

## 概要
フェリーふくおかIIの代替船として三菱重工業下関造船所で建造。進水式では河内隆鉄道運輸機構理事長が命名を行った。2022年3月28日に新門司発大阪行きの上り便から就航した。

## 船内
内装は『近代的なフォーターフロントを感じさせる「ベイサイドシティのきらめき」』をコンセプトとした。
船室
| クラス                             | 部屋数              | 定員                      | 設備                                                         |
| ---------------------------------- | ------------------- | ------------------------- | ------------------------------------------------------------ |
| スイート                           | 洋室・和洋室各1室   | 洋室：2-3名 和洋室：2-4名 | テレビ・冷蔵庫・バス・トイレ・洗面台・空気清浄機・コンセント |
| デラックス                         | 8室                 | 2名                       | テレビ・冷蔵庫・バス・トイレ・洗面台・空気清浄機・コンセント |
| スーペリア                         | 20室                | 2-3名                     | テレビ・シャワー・トイレ・洗面台・コンセント                 |
| ファースト                         | B（和洋室）：20室   | 2-4名                     | テレビ・洗面台・コンセント                                   |
| ファースト                         | J（和室）：20室     | 4名                       | テレビ・洗面台・コンセント                                   |
| ファースト                         | S（シングル）：58室 | 1名                       | テレビ・洗面台・コンセント                                   |
| コンフォート                       | 2室                 | 14名                      | 手荷物置き場・コンセント・1段寝台                            |
| ツーリスト                         | 13区画              |                           | 手荷物置き場・コンセント・階段型2段寝台                      |
| ドライバールーム （プライベートS） | 11区画（108室）     | 1名                       | テレビ・机・コンセント                                       |

8階
- 特別室「スイート」
- 特等室「デラックス」

7階
- 1等室「ファーストB/J/S」
- 1等洋室「スーペリア」
- 2等洋室「ツーリスト」（3区画）
- 展望浴室 - 暖色系の配色とした[4]。
- 展望ラウンジ
- TVラウンジ

6階
- ツーリスト（10区画、一部レディース室）
- 特2等洋室「コンフォート」（2室）
- ドライバールーム（4室）
- エントランスホール（2層吹き抜け）
- 案内所
- 売店
- ゲームコーナー
- キッズルーム - 青を基調に海洋生物のイラストを描いた[4]。
- パウダールーム
- 展望レストラン（252室） - 青を基調としたデザインとした[4]。
- プロムナード
- ドライバーサロン
- ドライバー浴室